# M203 (granaatwerper)
De M203 is een enkelschots 40mm granaatwerper. Deze wordt onder een geweer geplaatst, zodat de soldaat dus een dubbelloops geweer heeft (normale patronen en granaten). Dit geweer kan de M16 of M4 zijn, hoewel aangepaste versies ook voor andere wapens geschikt zijn.
Naast explosieve granaten kunnen er ook rook-, verlichtende, traangas- en trainingsgranaten in afgevuurd worden.

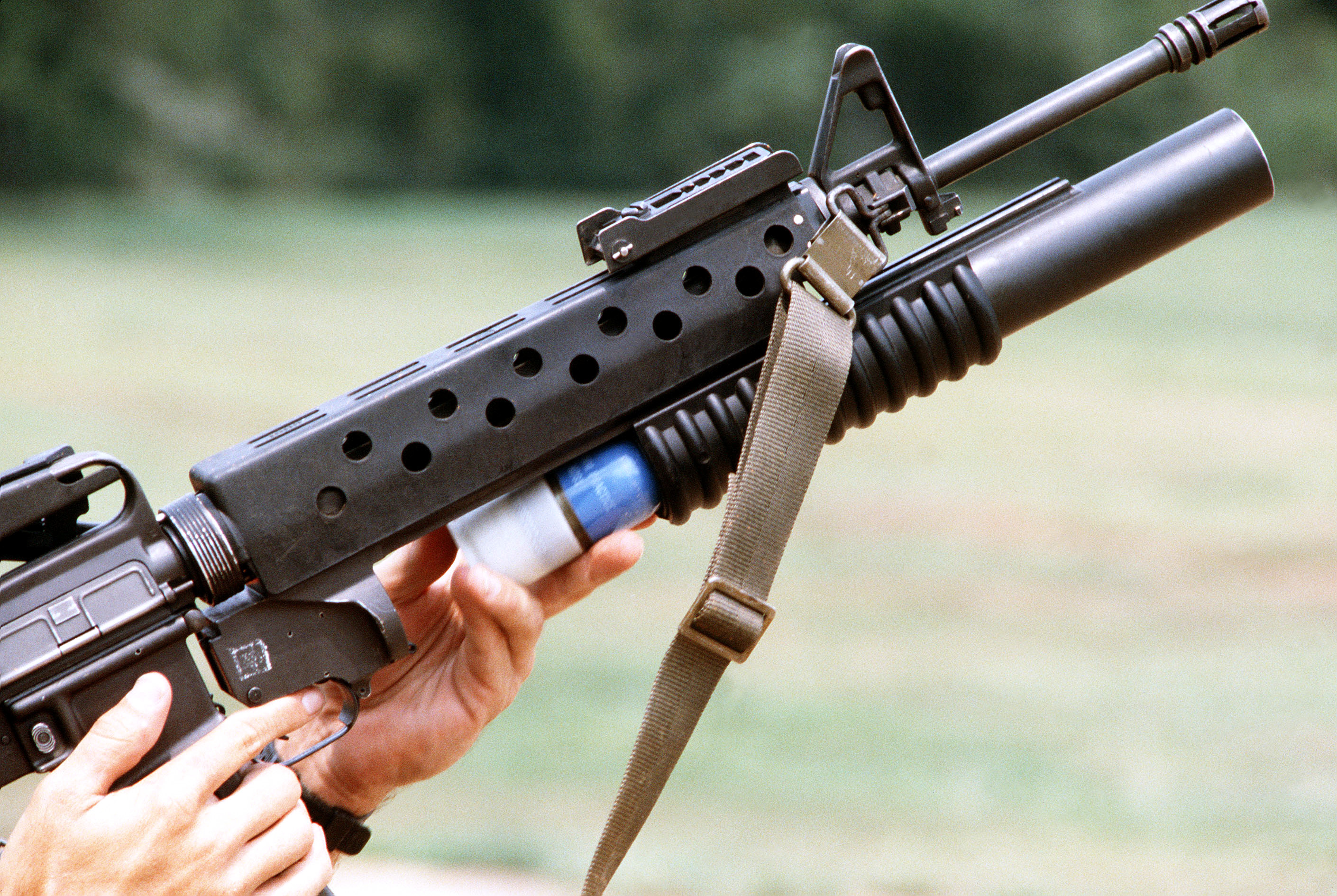
Het laden van een M203 op een M16A1